# 郎氏扁鱂
郎氏扁鱂，為輻鰭魚綱鯉齒目鰕鱂亞目鰕鱂科的其中一種，為熱帶淡水魚，被IUCN列為極危保育類動物，分布於非洲賴比瑞亞中部淡水流域，體長可達7.5公分，棲息在溪流底中層水域，生活習性不明，可作為觀賞魚。

## 擴展閱讀
維基物種上的相關：郎氏扁鱂